# جت‌استار آسیا ایرویز
جت‌استار آسیا ایرویز (به انگلیسی: Jetstar Asia Airways) یک شرکت هواپیمایی با کد یاتا 3K است که در تاریخ ۲۰۰۴ میلادی تأسیس شده‌است. دفتر مرکزی جت‌استار آسیا ایرویز در فرودگاه چانگی سنگاپور واقع شده‌است و قطب این شرکت هواپیمایی در فرودگاه چانگی سنگاپور قرار دارد و به ۲۱ مقصد، پرواز انجام می‌دهد.